# Ramón García Hirales
Ramón García Hirales (ur. 10 września 1982 w La Paz) – meksykański bokser, były zawodowy mistrz świata wagi junior muszej (do 108 funtów) organizacji WBO. Brat bliźniak boksera Raúla Garcíi.
Karierę zawodową rozpoczął 16 marca 2007. Do lutego 2010 stoczył 14 walk, z których 12 wygrał (jedną przegrał, jedną zremisował). W tym okresie zdobył tytuł WBC International w wadze junior muszej i był w jego posiadaniu od 2009 do 2010.
24 lipca 2010 pokonał Filipińczyka Johriela Casimero i został tymczasowym mistrzem WBO w junior muszej. Po dwukrotnej, skutecznej obronie 5 lutego 2011 przegrał walkę unifikacyjną z Kolumbijczykiem Jesúsem Gélesem również mistrzem tymczasowym WBO.
Do rewanżowego pojedynku doszło 30 kwietnia 2011 w Meksyku. Stawką był tytuł mistrza WBO, którego Géles stał się posiadaczem po rezygnacji Meksykanina Giovaniego Segury. García Hirales wygrał przez nokaut w czwartej rundzie i został nowym mistrzem. W pierwszej obronie tytułu spotkał się, 8 października, z byłym mistrzem WBO wagi słomkowej Filipińczykiem Donnie Nietesem. Przegrał jednogłośnie na punkty i stracił pas mistrzowski.
Ponowną szansę zdobycia tytułu mistrzowskiego, tym razem federacji WBA, otrzymał 28 kwietnia 2012 stając do walki z niepokonanym Nikaraguańczykiem Románem Gonzálezem. Przegrał przez techniczny nokaut w czwartej rundzie po dwukrotnym liczeniu. 